# ساندال
ساندال (به لاتین: Sunndal) یک شهرستان نروژ در نروژ است که در مور او رومسدال واقع شده‌است.

## خصوصیات
ساندال ۱٬۷۱۳٫۴۱ کیلومترمربع مساحت و ۷٬۲۰۵ نفر جمعیت دارد.